# Muscardinus
Família de roedores, cuja única espécie é o arganaz ou leirão-castanho ou leirão-comum (Muscardinus avellanarius), presente na Europa, dos Pirenéus até a Rússia. Apesar do nome, não deve ser confundido com outros roedores também chamados de arganaz.